# 堤磯右衛門
堤 磯右衛門（つつみ いそえもん、天保4年2月2日（1833年3月22日） - 明治24年（1891年）1月28日）は、日本の実業家。日本における石鹸工業の創始者として知られる。

## 来歴
1833年（天保4年）、武蔵国磯子村（現・神奈川県横浜市磯子区）で生まれる。1853年（嘉永6年）、品川台場の建設資材輸送に携わり、磯子村で切り出した材木や石材を品川まで運んだ。1866年（慶応2年）には横須賀製鉄所（後の横須賀海軍工廠。当時は造船所のことを製鉄所と称した）の建設に従事。明治に入り、公共事業の建設請負から物資の製造に転身。煉瓦と、灯台の灯り用の菜種油の製造をはじめた。のちに灯台用油が植物油から鉱物油に変更されたこともあり、1873年（明治6年）には煉瓦と油から撤退。同じ頃、実験を繰り返し石鹸の製造に成功。1874年には現在の横浜市南区万世町に堤石鹸製造所を開設。この時、化粧石鹸の製造も開始している。当初は経営的に苦戦していたが、明治10年代に入り経営は安定。1881年の売上は2万4千円を超えていた。この頃から日本各地の博覧会で賞を受賞したり、各地からの研修生に技術指導をしたりと大きな役割を果たした。この工場は、日本で初めて就業規則を定めたことでも知られる。しかし明治10年代後半には同業者の増加やデフレーションなどにより再び経営は悪化、1890年（明治23年）には堤石鹸製造所は操業を停止した。翌年1月28日には堤自身もインフルエンザに倒れ、その生涯に幕を下ろした。堤の子のうち男子は夭折、女子だけが残ったため事業の後継者はなかった。工場で堤から教えを受けた職人たちは、花王など多くの石鹸メーカーの技術を支えたと考えられている。
1989年に開催された横浜博覧会において、横浜開港資料館に所蔵されていた金型と堤の子孫の家に残っていたラベルを使用して「堤磯右衛門石鹸」が復刻された。磯右衛門が作った当時の処方では現代人の嗜好に合わないため、成分や製法は現代のもので製造された。その後2009年に、横浜にまつわるオリジナルグッズの企画等を行う株式会社エクスポートにより、再度復刻されることとなった。製造は玉の肌石鹸に委託し、牛脂を原料として“お母さんの残り香”をイメージした香りが付けられた。この石鹸は「磯右ヱ門SAVON」と名付けられ、横浜ランドマークタワーや横浜赤レンガ倉庫などの店舗で販売されている。2015年には、“世界にまだ知られていない、日本が誇るべきすぐれた地方産品”として経済産業省が推進するThe Wonder 500に選定された。